# Ituverava (gemeente)
Ituverava is een gemeente in de Braziliaanse deelstaat São Paulo. De gemeente telt 40.882 inwoners (schatting 2009).

## Aangrenzende gemeenten
De gemeente grenst aan Aramina, Buritizal, Guará, Ipuã, Jeriquara, Miguelópolis, Ribeirão Corrente en São José da Bela Vista.

## Verkeer en vervoer
De plaats ligt aan de radiale snelweg BR-050 tussen Brasilia en Santos. Daarnaast ligt ze aan de wegen SP-330 en SP-385.